# Langdorf
Langdorf è un comune tedesco di 2 010 abitanti, situato nel land della Baviera.